# Francisco Álvaro Bueno de Paiva
Pour les articles homonymes, voir Álvaro, Bueno et Paiva (homonymie).
Francisco Álvaro Bueno de Paiva (Vila do Caracol, aujourd'hui Andradas 17 septembre 1861 - Rio de Janeiro, 4 août 1928) est un magistrat et homme d'État brésilien.
Bueno de Paiva est le fils d'Antônio et Ana Bueno de Paiva. Il a épousé Maria Antonieta Carneiro, fille de Manuel Carneiro Santiago Sobrinho. Il fut conseiller, maire, sénateur et vice-président de la République sous l'administration de Epitácio Pessoa.